# Три-Сити (Орегон)
Три-Сити (енгл. Tri-City) насељено је место без административног статуса у америчкој савезној држави Орегон.

## Демографија
По попису из 2010. године број становника је 3.931, што је 412 (11,7%) становника више него 2000. године.
| Група             | 2000.         | 2010.         |
| Белци             | 3.222 (91,6%) | 3.498 (89,0%) |
| Афроамериканци    | 5 (0,1%)      | 2 (0,1%)      |
| Азијати           | 18 (0,5%)     | 24 (0,6%)     |
| Хиспаноамериканци | 100 (2,8%)    | 176 (4,5%)    |
| Укупно            | 3.519         | 3.931         |